# ۴۱۸۰ آناکساگوراس
سیارک ۴۱۸۰ (به انگلیسی: 4180 Anaxagoras، نامگذاری:6092P-L) چهار هزار و صد و هشتادمین سیارک کشف شده‌است که در ۲۴ سپتامبر ۱۹۶۰ کشف شد.
قدر مطلق سیارک برابر ۱۳٫۰۰ است.